# Diócesis de Caraguatatuba
La diócesis de Caraguatatuba (en latín: Dioecesis Caraguatatuben(sis) y en portugués: Diocese de Caraguatatuba) es una circunscripción eclesiástica latina de la Iglesia católica en Brasil, sufragánea de la arquidiócesis de Aparecida. La diócesis tiene al obispo José Carlos Chacorowski, C.M. como su ordinario desde el 19 de junio de 2013. 

## Territorio y organización
La diócesis tiene 1949 km² y extiende su jurisdicción sobre los fieles católicos de rito latino residentes en 4 municipios del estado de São Paulo: Caraguatatuba, Ilhabela, São Sebastião y Ubatuba.
La sede de la diócesis se encuentra en la ciudad de Caraguatatuba, en donde se halla la Catedral del Espíritu Santo.
En 2019 en la diócesis existían 19 parroquias.

## Historia
La diócesis fue erigida el 3 de marzo de 1999 con la bula Ad aptius consulendum del papa Juan Pablo II, obteniendo el territorio de la diócesis de Santos.
Originalmente sufragánea de la arquidiócesis de San Pablo, el 26 de enero de 2001 pasó a formar parte de la provincia eclesiástica de la arquidiócesis de Aparecida.

## Estadísticas
De acuerdo al Anuario Pontificio 2020 la diócesis tenía a fines de 2019 un total de 196 000 fieles bautizados.
| Año                                                                             | Población            | Población | Población      | Sacerdotes | Sacerdotes    | Sacerdotes    | Bautizados por sacerdote | Diáconos permanentes | Religiosos | Religiosos | Parroquias |
| Año                                                                             | Bautizados católicos | Total     | % de católicos | Total      | Clero secular | Clero regular | Bautizados por sacerdote | Diáconos permanentes | Varones    | Mujeres    | Parroquias |
| ------------------------------------------------------------------------------- | -------------------- | --------- | -------------- | ---------- | ------------- | ------------- | ------------------------ | -------------------- | ---------- | ---------- | ---------- |
| 1999                                                                            | 175 000              | 210 000   | 83.3           | 14         | 6             | 8             | 12 500                   | 2                    | 11         | 42         | 7          |
| 2000                                                                            | 143 589              | 191 452   | 75.0           | 14         | 9             | 5             | 10 256                   | 4                    | 6          | 48         | 7          |
| 2001                                                                            | 168 000              | 223 914   | 75.0           | 16         | 8             | 8             | 10 500                   | 4                    | 13         | 50         | 8          |
| 2002                                                                            | 167 000              | 223 914   | 74.6           | 19         | 13            | 6             | 8789                     | 4                    | 8          | 51         | 8          |
| 2003                                                                            | 167 000              | 223 914   | 74.6           | 23         | 16            | 7             | 7260                     | 10                   | 19         | 52         | 10         |
| 2004                                                                            | 155 400              | 248 362   | 62.6           | 25         | 15            | 10            | 6216                     | 10                   | 12         | 52         | 12         |
| 2006                                                                            | 166 000              | 268 000   | 61.9           | 26         | 17            | 9             | 6384                     | 10                   | 10         | 51         | 16         |
| 2011                                                                            | 178 000              | 289 000   | 61.6           | 25         | 15            | 10            | 7120                     | 9                    | 11         | 46         | 16         |
| 2013                                                                            | 181 000              | 294 400   | 61.5           | 38         | 32            | 6             | 4763                     | 6                    | 7          | 33         | 17         |
| 2016                                                                            | 185 000              | 312 500   | 59.2           | 33         | 27            | 6             | 5606                     | 5                    | 7          | 12         | 17         |
| 2019                                                                            | 196 000              | 331 301   | 59.2           | 29         | 24            | 5             | 6758                     | 6                    | 6          | 19         | 19         |
| Fuente: Catholic-Hierarchy, que a su vez toma los datos del Anuario Pontificio. |                      |           |                |            |               |               |                          |                      |            |            |            |

## Episcopologio
- Fernando Mason, O.F.M.Conv. (3 de marzo de 1999-25 de mayo de 2005 nombrado obispo de Piracicaba)
- Antônio Carlos Altieri, S.D.B. (26 de julio de 2006-11 de julio de 2012 nombrado arzobispo de Passo Fundo)
- José Carlos Chacorowski, C.M., desde el 19 de junio de 2013